# Пристанский (казачий городок)
Пристанский — казачий городок, появился на берегу р. Хопёр недалеко от впадения в неё р. Савала предположительно в середине XVII столетия, население городка составляли беглый люд из Рязанских и Тамбовских земель, население быстро смешалось с вольными донскими казаками и приняло их уклад жизни.
В Пристанском была верфь. На ней в 1698—1699 годах кумпанствами князя Б. А. Голицына, Ф. Ю. Ромодановского и стольника И. Большого-Дашкова были построены и спущены на воду три судна: «Безбоязнь», «Благое Начало» и «Соединение».
Этот городок являлся значительным торговым пунктом на так называемой «Ордобозарной дороге», связывавший Москву (через Рязань и Касимов) с Астраханью. Уже с XVII века эта дорога стала именоваться «Хопёрской», а с XVIII века — «Астраханским трактом».
Жители Пристанского и его окрестностей приняли активное участие в восстании Степана Разина. В 1708 г. Пристанский городок стал важным узловым центром во вспыхнувшем в донских землях восстании под предводительством Кондратия Булавина. В 1709 году по указанию Петра I восстание было жестоко подавлено правительственными войсками. Население мятежных городков частично было казнено, частично принудительно расселено по обширным донским степям. Такая же участь постигла и жителей Пристанского городка.
На месте Пристанского городка была построена крепость Хоперская, которая в 1768 г. была обновлена, и город стал называться Новохопёрск.